# Columbus (Nou Mèxic)
Columbus és una població dels Estats Units a l'estat de Nou Mèxic. Segons el cens del 2000 tenia 1.765 habitants.

## Demografia
Segons el cens del 2000, Columbus tenia 1.765 habitants, 536 habitatges, i 411 famílies. La densitat de població era de 245,1 habitants per km².
Dels 536 habitatges en un 50,2% hi vivien nens de menys de 18 anys, en un 61,8% hi vivien parelles casades, en un 10,6% dones solteres, i en un 23,3% no eren unitats familiars. En el 20,5% dels habitatges hi vivien persones soles el 12,5% de les quals corresponia a persones de 65 anys o més que vivien soles. El nombre mitjà de persones vivint en cada habitatge era de 3,29 i el nombre mitjà de persones que vivien en cada família era de 3,89.
Per edats la població es repartia de la següent manera: un 39,2% tenia menys de 18 anys, un 7,7% entre 18 i 24, un 22% entre 25 i 44, un 18,6% de 45 a 60 i un 12,5% 65 anys o més.
L'edat mediana era de 28 anys. Per cada 100 dones de 18 o més anys hi havia 99,6 homes.
La renda mediana per habitatge era de 13.773 $ i la renda mediana per família de 14.318 $. Els homes tenien una renda mediana de 16.912 $ mentre que les dones 12.344 $. La renda per capita de la població era de 6.721 $. Aproximadament el 56,7% de les famílies i el 57,1% de la població estaven per davall del llindar de pobresa.

## Poblacions més properes
El següent diagrama mostra les poblacions més properes.